# Liste der Naturdenkmäler im Bezirk Zwettl
Die Liste der Naturdenkmäler im Bezirk Zwettl enthält die  Naturdenkmäler im Bezirk Zwettl.

## Naturdenkmäler
| Foto |                 | Name | ID                       | Standort | Beschreibung | Fläche | Datum      |
| ---- | --------------- | --- | ------------------------ | --- | --- | ------ | ---------- |
| 1    | Datei hochladen | Großer Granitblock                                                                                                   | ZT-137                   | Altmelon KG: Altmelon GrStNr: 659 Standort | |        | 31.08.1982 |
| 1    | Datei hochladen | Wackelstein (Felsgebilde)                                                                                            | ZT-092                   | Altmelon KG: Altmelon GrStNr: 1367/1 Standort | |        | 15.02.1978 |
| 0 BW | Datei hochladen | Felsgruppe mit 6 „Findlingen“                                                                                        | ZT-097                   | Altmelon KG: Dietrichsbach GrStNr: 262/2 Standort | |        | 15.02.1978 |
| 0 BW | Datei hochladen | Felsgruppe | ZT-035                   | Altmelon KG: Großpertenschlag GrStNr: 1773 Standort | Anmerkung: Gst. existiert nicht, lt. FläWi Denkmal auf Gst. 1773/1 |        | 15.05.1941 |
| 0 BW | Datei hochladen | 2 Granitblöcke | ZT-033                   | Altmelon KG: Kleinpertenschlag GrStNr: 122/2 Standort | Anmerkung: Gst. existiert nicht, lt. FläWi Denkmal auf Gst. 122/5 |        | 15.05.1941 |
| 0 BW | Datei hochladen | Blockmeer | ZT-117                   | Altmelon KG: Kleinpertenschlag GrStNr: 236; 239 Standort | |        | 13.09.1979 |
| 0 BW | Datei hochladen | Blockmeer und Felsinseln                                                                                             | ZT-104                   | Altmelon KG: Kleinpertenschlag GrStNr: 71; 72; 79 Standort | |        | 13.09.1979 |
| 0 BW | Datei hochladen | Blockmeer und großer, eiförmiger Fels                                                                                | ZT-107                   | Altmelon KG: Kleinpertenschlag GrStNr: 281; 270; 273 Standort | |        | 02.01.1979 |
| 0 BW | Datei hochladen | Felsgruppe auf Parz. Nr. 186, KG Kleinpertenschlag u. umliegende kleinere Felsgruppen                                | ZT-125                   | Altmelon KG: Kleinpertenschlag GrStNr: 186 Standort | |        | 13.09.1979 |
| 0 BW | Datei hochladen | Felsinseln | ZT-115                   | Altmelon KG: Kleinpertenschlag GrStNr: 243 Standort | |        | 13.09.1979 |
| 0 BW | Datei hochladen | Große Felsgruppe mit umliegenden Felsbildungen                                                                       | ZT-110                   | Altmelon KG: Kleinpertenschlag GrStNr: 259 Standort | |        | 02.01.1979 |
| 0 BW | Datei hochladen | Große Felsgruppe und Blockmeer                                                                                       | ZT-116                   | Altmelon KG: Kleinpertenschlag GrStNr: 216/2; 213/1; 216/1; 231 Standort | |        | 13.09.1979 |
| 0 BW | Datei hochladen | Große Felsgruppen westlich von Kleinpertenschlag                                                                     | ZT-123                   | Altmelon KG: Kleinpertenschlag GrStNr: 88; 89; 99/3; 99/2; 107; 95; 122/5 Standort | |        | 13.09.1979 |
| 0 BW | Datei hochladen | Felsgruppe | ZT-099                   | Altmelon KG: Perwolfs GrStNr: 332 Standort | |        | 04.07.1978 |
| 0 BW | Datei hochladen | Gesteinsgranit | ZT-170                   | Altmelon KG: Perwolfs GrStNr: 411 Standort | |        | 03.02.1995 |
| 1    | Datei hochladen | Felsgruppen | ZT-047                   | Arbesbach KG: Arbesbach GrStNr: 177; 178 Standort | Anmerkung: Grundstücksgenau |        | 13.03.1953 |
| 1    | Datei hochladen | Bildföhre | ZT-105                   | Arbesbach KG: Brunn GrStNr: 44 Standort | |        | 16.11.1978 |
| 1    | Datei hochladen | Blockmeer südlich der Bundesstraße 124                                                                               | ZT-118                   | Arbesbach KG: Brunn GrStNr: 43; 44; 47/1; 49; 50; 52/1; 41; 43; 42; 55; 99; 108; 109; 110; 111; 112; 113; 114 Standort | |        | 28.12.1978 |
| 0 BW | Datei hochladen | Großer Kamp, Abschnitt Pegel Neustift – Brücke L7315                                                                 | ZT-173                   | Arbesbach KG: Brunn; Haselbach; Kamp; Pretrobruck GrStNr: 1000/1; 1000/2 – 1078; 1077 – 613/7; 616; 349; 352/2 – 2551/1; 2550/13; 2550/12; 2550/11; 2550/10; 2550/9 Standort | |        | 05.07.1995 |
| 0    | Datei hochladen | Felsbildung | ZT-144                   | Arbesbach KG: Etlasamt GrStNr: 22 | Anmerkung: Grundstück |        | 16.03.1984 |
| 1    | Datei hochladen | Felsbildung Niglstoan                                                                                                | ZT-134                   | Arbesbach KG: Haselbach GrStNr: 616 Standort | |        | 04.01.1982 |
| 1    | Datei hochladen | Felsgruppen an der Straße nach Haselbach                                                                             | ZT-114                   | Arbesbach KG: Haselbach GrStNr: 442/2; 438; 372 Standort | |        | 22.01.1979 |
| 0 BW | Datei hochladen | Felsgruppe | ZT-113                   | Arbesbach KG: Kamp GrStNr: 300; 299; 391 Standort | |        | 07.08.1979 |
| 1    | Datei hochladen | Großer Kamp, Abschnitt zwischen der Landesgrenze zu Oberösterreich (Brücke Güterweg Schönbichl) und der Brücke L7315 | ZT-176                   | Arbesbach KG: Kamp; Rammelhof GrStNr: 613/1; 613/2; 613/4; 613/6 – 997/1; 997/2; 997/3; 997/4; 997/5; 997/6 Standort | |        | 16.02.1998 |
| 1    | Datei hochladen | Felsbildungen auf dem Arbesberg                                                                                      | ZT-143                   | Arbesbach KG: Neumelon GrStNr: 220/1 Standort | |        | 07.10.1982 |
| 0 BW | Datei hochladen | Felsblock am Ortsrand von Etlas                                                                                      | ZT-135                   | Arbesbach KG: Neumelon GrStNr: 529/2 Standort | |        | 06.10.1982 |
| 0 BW | Datei hochladen | Felsgruppe auf einer Waldkuppe bei Etlas                                                                             | ZT-136                   | Arbesbach KG: Neumelon GrStNr: 453; 455 Standort | |        | 31.08.1982 |
| 0 BW | Datei hochladen | Kuppe mit Felsblöcken am nördl. Ortsrand v. Etlas                                                                    | ZT-138                   | Arbesbach KG: Neumelon GrStNr: 476; 477 Standort | |        | 31.08.1982 |
| 1    | Datei hochladen | "Vogelstein" Granitsteingebilde                                                                                      | ZT-062                   | Arbesbach KG: Pretrobruck GrStNr: 884 Standort | |        | 08.03.1968 |
| 1    | Datei hochladen | 1 Wackelstein | ZT-095                   | Arbesbach KG: Pretrobruck GrStNr: 1077/2 Standort | |        | 10.03.1978 |
| 0 BW | Datei hochladen | Felsbildungen um den „Vogelstein“                                                                                    | ZT-109                   | Arbesbach KG: Pretrobruck GrStNr: 882; 883; 884; 886/2 Standort | |        | 16.05.1979 |
| 1    | Datei hochladen | Granitblockgruppe | ZT-055                   | Arbesbach KG: Pretrobruck GrStNr: 174; 175 Standort | |        | 23.01.1959 |
| 1    | Datei hochladen | Wasserfall (Höllfall)                                                                                                | ZT-005                   | Arbesbach KG: Pretrobruck GrStNr: 2236; 2553/9 Standort | |        | 18.03.1930 |
| 0 BW | Datei hochladen | 1 Esche | ZT-094                   | Langschlag KG: Bruderndorferwaldhäuser GrStNr: 446/2 Standort | Anmerkung: Objektvermutung lt. Land NÖ, Grundstückgenau |        | 02.02.1978 |
| 1    | Datei hochladen | 1 Bergahorn und 1 Sommerlinde                                                                                        | ZT-158                   | Göpfritz an der Wild KG: Scheideldorf GrStNr: 850/3 Standort | |        | 16.03.1988 |
| 0    | Datei hochladen | Streu- und Feuchtwiesen                                                                                              | WT-075                   | Göpfritz an der Wild KG: Göpfritz an der Wild GrStNr: 1272/1 | Anmerkung: liegt auch im Bezirk Waidhofen an der Thaya in der Gemeinde Ludweis-Aigen, KG Blumau/Wild |        | 11.12.2002 |
| 1    | Datei hochladen | Felsbildungen | ZT-133                   | Grafenschlag KG: Wielands GrStNr: 966; 951; 949; 961 Standort | |        | 16.02.1982 |
| 1    | Datei hochladen | Kirlingstein Granitfelsgebilde                                                                                       | ZT-102                   | Groß Gerungs KG: Böhmsdorf GrStNr: 2374 Standort | |        | 22.01.1979 |
| 0 BW | Datei hochladen | Moorwiese | ZT-177                   | Groß Gerungs KG: Albern GrStNr: 191 Standort | |        | 16.12.1997 |
| 1    | Datei hochladen | Großer Kamp, Abschnitt zwischen der Landesgrenze zu Oberösterreich (Brücke Güterweg Schönbichl) und der Brücke L7315 | ZT-176                   | Groß Gerungs KG: Griesbach; Schönbichl GrStNr: 1813; 1814; 1815; 1816; 1817; 1818; 1819 – 1458/4; 1458/5; 1458/6; 1458/7; 1458/8; 1458/9; 1458/10 Standort | |        | 16.02.1998 |
| 1    | Datei hochladen | Baumgruppe mit Granitblöcken                                                                                         | ZT-052                   | Groß Gerungs KG: Großmeinharts GrStNr: 438 Standort | |        | 02.04.1958 |
| 1    | Datei hochladen | 2 Linden | ZT-168                   | Groß Gerungs KG: Oberrosenauerwaldhäuser GrStNr: 494/3 Standort | |        | 19.08.1991 |
| 1    | Datei hochladen | Weltkugel, Felsbildung                                                                                               | ZT-151                   | Groß Gerungs KG: Oberrosenauerwaldhäuser GrStNr: 2783 Standort | |        | 11.12.1986 |
| 1    | Datei hochladen | "Opferstein" samt umliegenden Felsbildungen im Waldstück                                                             | ZT-129                   | Groß Gerungs KG: Thail GrStNr: 1167; 1157 Standort | |        | 23.09.1980 |
| 1    | Datei hochladen | Felsgebilde „Hoher Stein“                                                                                            | ZT-023                   | Großgöttfritz KG: Großweißenbach GrStNr: 2236 Standort | |        | 18.03.1930 |
| 1    | Datei hochladen | Kamptal von Roiten bis Uttissenbach                                                                                  | ZT-149                   | Großgöttfritz KG: Großweißenbach GrStNr: 1719; 1766/3; 1417; 3176/1; 3176/2; 3176/3; 3176/4 Standort | |        | 12.03.1986 |
| 1    | Datei hochladen | "Flußstrecke des Purzelkampes" zwischen Ritschgraben und Rappoltschlag                                               | ZT-150                   | Großgöttfritz KG: Kleinweißenbach GrStNr: 1322/5; 1322/1; 1322/2; 1322/3; 1322/4 Standort | |        | 14.04.1987 |
| 1    | Datei hochladen | Feuchtwiesen und Feldgehölze entlang des Purzelkampes zwischen Ritschgraben und Rappoltschlag                        | ZT-164                   | Großgöttfritz KG: Kleinweißenbach GrStNr: 173/2; 200; 220/2; 184/1; 192; 247; 142; 194; 198; 218; 206; 219; 178; 227; 220/1; 151; 153; 148; 213/1; 177; 207; 212/1; 166/2; 205; 165/1; 161; 165/2; 154; 157; 159; 251; 254; 147; 236; 185/2; 248; 252; 246; 172/1; 201; 185/1; 184/2; 199; 160; 237; 238; 171; 226; 141 Standort | |        | 11.02.1990 |
| 1    | Datei hochladen | 1 Rotbuche | ZT-141                   | Kottes-Purk KG: Günzles GrStNr: 32 Standort | |        | 11.11.1982 |
| 1    | Datei hochladen | 1 Sommerlinde | ZT-037                   | Kottes-Purk KG: Günzles GrStNr: 32 Standort | |        | 08.09.1941 |
| 1    | Datei hochladen | 1 Sommerlinde | ZT-039                   | Kottes-Purk KG: Günzles GrStNr: 52 Standort | |        | 08.09.1941 |
| 1    | Datei hochladen | 1 Feldahornbaum | ZT-152                   | Kottes-Purk KG: Purk GrStNr: 557/1 Standort | |        | 13.08.1987 |
| 1    | Datei hochladen | 2 Sommerlinden | ZT-132                   | Langschlag KG: Bruderndorferwaldhäuser GrStNr: 467/2; 426 Standort | |        | 30.09.1981 |
| 0 BW | Datei hochladen | Felsengruppe Käferberg (Blocksteingruppe)                                                                            | ZT-096                   | Langschlag KG: Bruderndorferwaldhäuser GrStNr: 444/4 Standort | |        | 02.02.1978 |
| 0 BW | Datei hochladen | 1 Linde mit Marterl                                                                                                  | ZT-093                   | Langschlag KG: Lamberg GrStNr: 68/2 Standort | |        | 15.02.1978 |
| 1    | Datei hochladen | Große Winterlinde | ZT-007                   | Langschlag KG: Langschlag GrStNr: 1948/11 Standort | |        | 05.08.1970 |
| 0 BW | Datei hochladen | Große Winterlinde | ZT-008                   | Langschlag KG: Langschlag GrStNr: 1549 Standort | |        | 05.08.1970 |
| 1    | Datei hochladen | Opferstein | ZT-098                   | Langschlag KG: Langschlag GrStNr: 1375 Standort | |        | 01.02.1978 |
| 1    | Datei hochladen | Wackelstein | ZT-091                   | Langschlag KG: Schmerbach GrStNr: 286 Standort | |        | 31.01.1978 |
| 0 BW | Datei hochladen | "Zwettler Stein" Felsgruppe (Schalenstein)                                                                           | ZT-064                   | Martinsberg KG: Edlesberg GrStNr: 2/33 Standort | |        | 03.01.1973 |
| 1    | Datei hochladen | 1 Föhre (Weißkiefer)                                                                                                 | ZT-130                   | Martinsberg KG: Edlesberg GrStNr: 440 Standort | |        | 01.09.1980 |
| 1    | Datei hochladen | Rotbuchengruppe | ZT-161                   | Martinsberg KG: Reitzendorf GrStNr: 535 Standort | |        | 25.08.1988 |
| 0 BW | Datei hochladen | 1 Birnenbaum | ZT-180                   | Rappottenstein KG: Oberrabenthan GrStNr: 897 Standort | |        | 01.10.2004 |
| 1    | Datei hochladen | 1 Esche | ZT-140                   | Ottenschlag KG: Ottenschlag GrStNr: 429/5 Standort | |        | 16.12.1982 |
| 1    | Datei hochladen | 1 Rosskastanienbaum                                                                                                  | ZT-081                   | Ottenschlag KG: Ottenschlag GrStNr: 1142/26 Standort | |        | 22.03.1977 |
| 1    | Datei hochladen | 3 Ahornbäume – Bergahorn                                                                                             | ZT-073                   | Ottenschlag KG: Ottenschlag GrStNr: 148 Standort | |        | 09.07.1976 |
| 1    | Datei hochladen | Baumgruppe 6 Lärchen, 1 Fichte, 1 Weißkiefer                                                                         | ZT-112                   | Ottenschlag KG: Ottenschlag GrStNr: 377 Standort | |        | 31.05.1979 |
| 1    | Datei hochladen | Bergahorngruppe | ZT-160                   | Ottenschlag KG: Ottenschlag GrStNr: 849/1 Standort | |        | 30.08.1988 |
| 1    | Datei hochladen | 2 Linden | ZT-017                   | Pölla KG: Altpölla GrStNr: 741/2 Standort | |        | 20.11.1926 |
| 1    | Datei hochladen | Lindengruppe | ZT-124                   | Pölla KG: Altpölla GrStNr: 91 Standort | |        | 06.05.1980 |
| 1    | Datei hochladen | 2 Eichen | ZT-083                   | Pölla KG: Franzen GrStNr: 1169/3 Standort | |        | 07.06.1977 |
| 0 BW | Datei hochladen | 6 Traubeneichen | ZT-006                   | Pölla KG: Waldreichs GrStNr: 50/1; 28/3; 64/1 Standort | |        | 08.08.1933 |
| 1    | Datei hochladen | 8 div. Bäume | ZT-056                   | Pölla KG: Wetzlas GrStNr: 79/33; 73/1 Standort | |        | 08.08.1960 |
| 1    | Datei hochladen | Großer Kamp Abschnitt Pegel Neustift-Diethartsmühle                                                                  | ZT-166                   | Rappottenstein KG: Dietharts; Grünbach; Höhendorf; Lembach; Neustift; Oberrabenthan; Rappottenstein; Reichenbach; Ritterkamp GrStNr: 473 – 722/1; 722/2; 722/3; 722/4 – 401; 402 – 1990 – 1111; 1113; 1114 – 1388 – 925; 928 – 374/1; 374/2 – 371; 84; 135 Standort                                                              | |        | 21.06.1990 |
| 1    | Datei hochladen | Feuchtbiotop (Standort der Calla palustris)                                                                          | ZT-165                   | Rappottenstein KG: Grünbach GrStNr: 505; 723; 446 Standort | |        | 08.01.1990 |
| 1    | Datei hochladen | Kleiner Kamp, Abschnitt Hammer – Oedmühle                                                                            | ZT-172                   | Rappottenstein KG: Grünbach; Kleinnondorf; Rappottenstein GrStNr: 721 – 882; 883 – 927; 926/1 Standort | |        | 21.03.1995 |
| 0 BW | Datei hochladen | Großer Kamp, Abschnitt Pegel Neustift – Brücke L7315                                                                 | ZT-173                   | Rappottenstein KG: Hausbach; Neustift; Pehendorf GrStNr: 2142/15; 2142/14; 2142/13; 2142/12; 2142/11; 2142/10; 2142/9; 2142/8; 2142/7; 2142/6; 2142/5; 2142/4; 2142/3; 2142/2; 2142/1 – 1111; 1115 – 3086; 3085; 3084; 3083; 3082; 3081; 3080; 3079; 3077; 3076 Standort                                                         | |        | 05.07.1995 |
| 1    | Datei hochladen | Talabschnitt des kleinen Kamp mit „Schütt“                                                                           | ZT-121                   | Rappottenstein KG: Kleinnondorf GrStNr: 881; 665; 666; 689; 540 Standort | |        | 03.12.1979 |
| 1    | Datei hochladen | Felsgruppe „Gletschermühle“                                                                                          | ZT-127                   | Rappottenstein KG: Lembach GrStNr: 934/1 Standort | |        | 09.09.1980 |
| 0 BW | Datei hochladen | "Teufelskirche" und umliegende Felsen                                                                                | ZT-128                   | Rappottenstein KG: Oberrabenthan GrStNr: 1396 Standort | |        | 25.09.1980 |
| 1    | Datei hochladen | Wasserfall (Lohnbachfall)                                                                                            | ZT-020                   | Rappottenstein KG: Pehendorf GrStNr: 2579/1; 2579/2; 1684; 1680; 1681; 1682; 1683; 1686; 1688; 1689 Standort | |        | 23.07.1982 |
| 1    | Datei hochladen | 1 Ahorn, 1 Linde | ZT-048                   | Rappottenstein KG: Rappottenstein GrStNr: 907/7; 907/1 Standort | |        | 02.07.1956 |
| 0 BW | Datei hochladen | Felsgebilde | ZT-018                   | Rappottenstein KG: Rappottenstein GrStNr: 592 Standort | |        | 18.03.1930 |
| 1    | Datei hochladen | Kamptal von Roiten bis Uttissenbach                                                                                  | ZT-149                   | Rappottenstein KG: Roiten GrStNr: 1675 Standort | |        | 12.03.1986 |
| 1    | Datei hochladen | 1 Fichte | ZT-077                   | Sallingberg KG: Großnondorf GrStNr: 1005 Standort | |        | 26.11.1976 |
| 1    | Datei hochladen | "Flußstrecke des Purzelkampes" zwischen Ritschgraben und Rappoltschlag                                               | ZT-150                   | Sallingberg KG: Kamles GrStNr: 597/1; 597/2 Standort | |        | 14.04.1987 |
| 1    | Datei hochladen | 1 Sommerlinde (ca. 120 Jahre)                                                                                        | ZT-148                   | Sallingberg KG: Kamles GrStNr: 95/2 Standort | |        | 16.04.1986 |
| 1    | Datei hochladen | Feuchtwiesen und Feldgehölze entlang des Purzelkampes zwischen Ritschgraben und Rappoltschlag                        | ZT-164                   | Sallingberg KG: Kamles GrStNr: 76; 144; 145; 77; 119; 120; 122; 130; 131; 142; 143; 71; 134/1; 135; 117; 118; 140; 141; 81; 68; 112; 113; 114; 128; 139; 138/1; 62; 115/1; 115/2; 115/3; 126; 127; 136; 137/1; 105; 125; 93/1; 99; 100/1; 100/2; 106; 107; 110; 116; 123; 124; 132; 133; 121/1; 121/2; 80; 104; 129 Standort     | |        | 11.02.1990 |
| 1    | Datei hochladen | Fichte | ZT-054                   | Sallingberg KG: Sallingberg GrStNr: 554 Standort | |        | 13.01.1959 |
| 1    | Datei hochladen | Baumgruppe in der KG Lohn                                                                                            | ZT-079                   | Schönbach KG: Lohn GrStNr: 54 Standort | |        | 10.05.1977 |
| 0 BW | Datei hochladen | Felsgebilde „Steinerne Stube“                                                                                        | ZT-019                   | Schönbach KG: Lohn GrStNr: 369 Standort | Anmerkung: Objektvermutung lt. Land NÖ, Grundstückgenau, neben dem Lohnbachfall |        | 18.03.1930 |
| 1    | Datei hochladen | Granitblockgruppe („Steinernes Bründl“)                                                                              | ZT-088                   | Schönbach KG: Lohn GrStNr: 312; 323 Standort | |        | 22.08.1977 |
| 1    | Datei hochladen | Wasserfall (Lohnbachfall)                                                                                            | ZT-020                   | Schönbach KG: Lohn GrStNr: 2553/9; 338; 354; 355; 369; 370; 309/1; 312; 323; 324; 337; 378 Standort | |        | 23.07.1982 |
| 1    | Datei hochladen | 1 Sommerlinde | ZT-078                   | Schönbach KG: Schönbach GrStNr: 2079/1 Standort | |        | 30.11.1976 |
| 0 BW | Datei hochladen | 2 Granitfelsgruppen                                                                                                  | ZT-085                   | Schönbach KG: Schönbach GrStNr: 1062/1 Standort | Anmerkung: Objektvermutung lt. Land NÖ, Grundstücksgenau |        | 11.05.1977 |
| 0 BW | Datei hochladen | Felsgruppe (zahlreiche Granitblöcke)                                                                                 | ZT-089                   | Schönbach KG: Schönbach GrStNr: 860 Standort | Anmerkung: Objektvermutung lt. Land NÖ, Grundstücksgenau |        | 14.10.1977 |
| 0 BW | Datei hochladen | Granitblöcke auf einer Bergkuppe                                                                                     | ZT-100                   | Schönbach KG: Schönbach GrStNr: 724 Standort | |        | 04.07.1978 |
| 0 BW | Datei hochladen | Granitfels mit 2 Schalen                                                                                             | ZT-086                   | Schönbach KG: Schönbach GrStNr: 771/3 Standort | Anmerkung: Objektvermutung lt. Land NÖ, Grundstücksgenau |        | 26.09.1977 |
| 0 BW | Datei hochladen | Granitfelsgruppe mit „Blutschalen“                                                                                   | ZT-087                   | Schönbach KG: Schönbach GrStNr: 487/1 Standort | Anmerkung: Objektvermutung lt. Land NÖ, Grundstücksgenau |        | 26.09.1977 |
| 1    | Datei hochladen | Esche | ZT-076                   | Schwarzenau KG: Großhaselbach GrStNr: .3 Standort | |        | 17.03.1977 |
| 1    | Datei hochladen | 2 Birkenbaumreihen                                                                                                   | ZT-042                   | Schwarzenau KG: Schwarzenau GrStNr: 101/1; 102/1; 101/3; 808; 98/1 Standort | |        | 04.11.1981 |
| 1    | Datei hochladen | Brühlallee | ZT-040                   | Schwarzenau KG: Schwarzenau GrStNr: 809/1; 811/1; 811/3; 134/6 Standort | |        | 08.08.1985 |
| 1    | Datei hochladen | Felsgebilde | ZT-021                   | Schwarzenau KG: Schwarzenau GrStNr: 500/1 Standort | Anmerkung: Auch „Schweden-“ oder „Kalenderstein“ |        | 13.03.1935 |
| 1    | Datei hochladen | Baumgruppe | ZT-051                   | Schweiggers KG: Schweiggers GrStNr: 4174/1 Standort | |        | 12.07.1957 |
| 0 BW | Datei hochladen | Hochmoor | ZT-171                   | Bad Traunstein KG: Biberschlag GrStNr: 40 Standort | |        | 08.02.1994 |
| 1    | Datei hochladen | 1 Esche | ZT-145                   | Bad Traunstein KG: Kaltenbach GrStNr: 253/13 Standort | |        | 16.05.1984 |
| 0 BW | Datei hochladen | Felsgruppe „Steinernes Wirtshaus“                                                                                    | ZT-179                   | Bad Traunstein KG: Stein GrStNr: 975/2 Standort | |        | 10.09.2001 |
| 1    | Datei hochladen | Franzosenstein | ZT-045 marterl.at: 11931 | Bad Traunstein KG: Traunstein GrStNr: 752/4 Standort | |        | 15.12.1950 |
| 1    | Datei hochladen | Wachtstein und unmittelbarer Umgebungsbereich                                                                        | ZT-046                   | Bad Traunstein KG: Traunstein GrStNr: 735/6; 732/1; 732/2; 731; 734/3; 729; 735/1; 735/3; 740/1; 740/2; 735/4; 560/2; 564/1; 728/5; 732/3; 732/4; 732/5; 732/6; 748/1; 829/4; 830/2; .51/1; .51/2; .54; .59; .27 Standort | → Hauptartikel : Wachtstein f1 |        | 22.01.1951 |
| 0 BW | Datei hochladen | Wiegenstein | ZT-044                   | Bad Traunstein KG: Traunstein GrStNr: 780/8 Standort | |        | 28.08.1950 |
| 1    | Datei hochladen | Gesteinsgruppe | ZT-101                   | Bad Traunstein KG: Traunstein GrStNr: 752/4 Standort | |        | 07.07.1978 |
| 1    | Datei hochladen | Opferstein | ZT-131                   | Bad Traunstein KG: Traunstein GrStNr: 729 Standort | |        | 29.01.1981 |
| 1    | Datei hochladen | 1 Sommerlinde | ZT-069                   | Waldhausen KG: Niederwaltenreith GrStNr: 612/5 Standort | |        | 22.10.1974 |
| 1    | Datei hochladen | "Flußstrecke des Purzelkampes" zwischen Ritschgraben und Rappoltschlag                                               | ZT-150                   | Waldhausen KG: Königsbach; Rappoltschlag; Waldhausen GrStNr: 690 – 1257/3; 1257/2; 1257/1 – 1023 Standort | |        | 14.04.1987 |
| 1    | Datei hochladen | Feuchtwiesen und Feldgehölze entlang des Purzelkampes zwischen Ritschgraben und Rappoltschlag                        | ZT-164                   | Waldhausen KG: Königsbach; Rappoltschlag GrStNr: 295 – 268; 267; 265; 266; 264; 204/2; 204/3 Standort | |        | 11.02.1990 |
| 0 BW | Datei hochladen | Flußstrecke des Purzelkampes mit Felsgruppen                                                                         | ZT-070                   | Waldhausen KG: Rappoltschlag; Waldhausen GrStNr: 1257/1; 91 – 1023 Standort | |        | 02.12.1975 |
| 1    | Datei hochladen | Großer Kamp Abschnitt Pegel Neustift-Diethartsmühle                                                                  | ZT-166                   | Zwettl-Niederösterreich KG: Annatsberg GrStNr: 1348/1; 1348/2 Standort | |        | 21.06.1990 |
| 1    | Datei hochladen | 1 Stieleiche | ZT-159                   | Zwettl-Niederösterreich KG: Großhaslau GrStNr: 1689/2 Standort | |        | 11.08.1988 |
| 1    | Datei hochladen | Kamptal von Roiten bis Uttissenbach                                                                                  | ZT-149                   | Zwettl-Niederösterreich KG: Marbach/Walde; Rottenbach; Uttissenbach GrStNr: 2117 – 177 – 1417/1; 1417/2; 1417/3 Standort | |        | 12.03.1986 |
| 1    | Datei hochladen | 6 Stieleichen, 2 Weißkiefern                                                                                         | ZT-061                   | Zwettl-Niederösterreich KG: Rosenau Schloss GrStNr: 146/1; 152; 115/1; 167 Standort | Zum Zeitpunkt der Unterschutzstellung im Jahr 1966 umfasste dieses Naturdenkmal zwei Weißkiefern (beim ebenfalls geschützten Eichenhain nördlich von Rosenau Schloß), eine Stieleiche im Ortsgebiet und fünf weitere Stieleichen in der alten Allee nördlich des Ortes.                 |        | 29.09.1966 |
| 1    | Datei hochladen | Eichenhain um den Bismarckturm                                                                                       | ZT-163                   | Zwettl-Niederösterreich KG: Rosenau Schloss GrStNr: 164/4; 164/1 Standort | |        | 17.11.1989 |
| 1    | Datei hochladen | 1 Lärche und 1 Eiche in Schloß Rosenau                                                                               | ZT-162                   | Zwettl-Niederösterreich KG: Rosenau Schloß GrStNr: 164/7; 164/2 Standort | |        | 16.11.1988 |
| 1    | Datei hochladen | 3 Baumgruppen im Ortsraum von Schloß Rosenau                                                                         | ZT-157                   | Zwettl-Niederösterreich KG: Rosenau Schloß GrStNr: 1/3; 5; 263/1; 6; 131/1 Standort | Zum Zeitpunkt der Unterschutzstellung im Jahr 1988 umfasste dieses Naturdenkmal eine Baumgruppe beim Gasthof Weissenhofer (4 Linden, 2 Vogelbeerbäume und eine Stieleiche), eine aus sieben Linden bestehende Baumgruppe beim Kriegerdenkmal und vier weiteren Linden beim Haus Nr. 20. |        | 11.01.1988 |
| 1    | Datei hochladen | Baumgruppe beim Sportplatz in Schloß Rosenau                                                                         | ZT-155                   | Zwettl-Niederösterreich KG: Rosenau Schloß GrStNr: 10/2; 10/3 Standort | |        | 16.12.2011 |
| 1    | Datei hochladen | Lärchenallee | ZT-049                   | Zwettl-Niederösterreich KG: Rosenau Schloß GrStNr: 7/2; 141; 142; 146/2; 263/2 Standort | |        | 12.06.1956 |
| 1    | Datei hochladen | Röhrenteichallee (9 Sommerlinden, 8 Stieleichen und 6 Rosskastanien)                                                 | ZT-153                   | Zwettl-Niederösterreich KG: Rosenau Schloß GrStNr: 266 Standort | |        | 01.10.1987 |
| 1    | Datei hochladen | Waschteichallee | ZT-154                   | Zwettl-Niederösterreich KG: Rosenau Schloß GrStNr: 53; 114 Standort | |        | 01.10.1987 |
| 1    | Datei hochladen | 1 Rosskastanie | ZT-126                   | Zwettl-Niederösterreich KG: Rudmanns GrStNr: 2156/2 Standort | |        | 18.06.1980 |
| 1    | Datei hochladen | Stifter Teiche (Rudmannser und Schönauer Teich)                                                                      | ZT-090                   | Zwettl-Niederösterreich KG: Rudmanns GrStNr: 3536; 3533; 3534; 3535; 744/1; 745/1; 745/2; 745/5; 3539/2; 3539/3; 3540; 3541; 3672/8; 3710/1; 3746; 3747/1; 3747/2; 3672/1; 3672/2; 3672/3; 3672/4; 3672/5; 3672/6; 3672/7; 3499; 3500; 3508; 3511; 3512; 3513; 3518; 3519; 3525; 3532 Standort                                   | |        | 20.01.1978 |
| 0 BW | Datei hochladen | 8 Eichen | ZT-108                   | Zwettl-Niederösterreich KG: Schickenhof GrStNr: 53/1; 53/5; 95; 57 Standort | |        | 01.12.1978 |
| 1    | Datei hochladen | Alleebäume entlang der LHStr.74                                                                                      | ZT-122                   | Zwettl-Niederösterreich KG: Schickenhof GrStNr: 84; 87; 59; 173/1; 64/2; 65/5; 67/1; 70 Standort | |        | 15.03.2013 |
| 1    | Datei hochladen | Eichenallee | ZT-106                   | Zwettl-Niederösterreich KG: Schickenhof GrStNr: 4; 13; 173/2 Standort | |        | 18.09.1978 |
| 1    | Datei hochladen | 1 Linde beim Stadtamt Zwettl-Niederösterreich                                                                        | ZT-167                   | Zwettl-Niederösterreich KG: Zwettl Stadt GrStNr: 841/3 (alt: 835/2) Standort | |        | 22.10.1990 |
| 1    | Datei hochladen | 1 Stieleiche | ZT-060                   | Zwettl-Niederösterreich KG: Zwettl Stadt GrStNr: 1116/9 Standort | |        | 26.10.1965 |

## Ehemalige Naturdenkmäler
| Foto |                 | Name                                     | ID     | Standort | Beschreibung | Fläche | Datum      |
| ---- | --------------- | ---------------------------------------- | ------ | --- | --- | ------ | ---------- |
| 1    | Datei hochladen | Felsblöcke und Blockmeere Nördl. d. B124 | ZT-119 | Arbesbach KG: Brunn GrStNr: 911/1; 914; 919; 920; 922; 926; 907/1; 929/1; 907/6; 907/7; 911/5; 928/1; 928/2; 902; 907/2; 907/5; 107/2; 932; 939; 944; 107/3; 107/4; 969; 790/2 Standort | |        | -1978      |
| 0    | Datei hochladen | 2 Linden                                 | ZT-147 | Göpfritz an der Wild KG: Göpfritz an der Wild GrStNr: 362/3 | |        | 05.11.0985 |
| 0    | Datei hochladen | 1 Stieleiche (Sommereiche)               | ZT-057 | Grafenschlag KG: Schafberg GrStNr: 431 | |        | 08.08.1960 |
| 0    | Datei hochladen | Stieleiche                               | ZT-178 | Langschlag KG: Lamberg GrStNr: 11/3 | |        | 26.09.2000 |
| 0    | Datei hochladen | 2 Linden                                 | ZT-111 | Langschlag KG: Langschlag GrStNr: 1483/2 | |        | 18.09.1978 |
| 0    | Datei hochladen | Winterlinde                              | ZT-009 | Sallingberg KG: Sallingberg GrStNr: 1580/1 | |        | 23.07.1934 |
| 1    | Datei hochladen | 2 Linden                                 | ZT-169 | Zwettl KG: Gradnitz GrStNr: 647 Standort | |        | 27.03.1992 |
| 1    | Datei hochladen | Baumgruppe aus 3 Rosskastanien           | ZT-156 | Zwettl KG: Kleinotten GrStNr: 1266/2 Standort | |        | 23.10.1987 |
| 0    | Datei hochladen | 1 Winterlinde                            | ZT-024 | Zwettl KG: Koppenzeil GrStNr: 100/2 | |        | 11.03.1930 |
| 1    | Datei hochladen | 1 Linde                                  | ZT-139 | Zwettl KG: Rudmanns GrStNr: 3748/34 Standort | |        | 11.11.1982 |
| 1    | Datei hochladen | 1 Fichte                                 | ZT-080 | Sallingberg KG: Armschlag GrStNr: 292/4 Standort | |        | 17.05.1977 |
| 0 BW | Datei hochladen | Bergahorn                                | ZT-003 | Göpfritz an der Wild KG: Göpfritz an der Wild GrStNr: 4/2 Standort | |        | 05.08.1970 |
| 0 BW | Datei hochladen | 1 Sommerlinde                            | ZT-038 | Kottes-Purk KG: Günzles GrStNr: 19/1 Standort | |        | 08.09.1941 |
| 1    | Datei hochladen | Winterlinde                              | ZT-063 | Langschlag KG: Siebenhöf GrStNr: 183/1 Standort | |        | 04.07.1972 |
| 1    | Datei hochladen | 1 Winterlinde                            | ZT-053 | Rappottenstein KG: Kirchbach GrStNr: 98/2 Standort | |        | 19.12.1958 |
| 1    | Datei hochladen | 1 Sommerlinde                            | ZT-065 | Waldhausen KG: Niederwaltenreith GrStNr: 395 Standort | Anmerkung: Schutzstatus fragwürdig! – An der Sommerlinde befindet sich keine Plakette und auf der Seite vom Land NÖ existiert kein Eintrag |        | 18.11.1974 |

| Foto:                    | Fotografie des Naturdenkmals. Klicken des Fotos erzeugt eine vergrößerte Ansicht. Daneben finden sich zwei Symbole: \| Weitere Bilder vorhanden \| Das Symbol bedeutet, dass weitere Fotos des Objekts verfügbar sind. Durch Klicken des Symbols werden sie angezeigt. \| \| Eigenes Foto hochladen \| Durch Klicken des Symbols können weitere Fotos des Objekts in das Medienarchiv Wikimedia Commons hochgeladen werden. \| |
| Name:                    | Bezeichnung des Naturdenkmals laut offiziellen Quellen |
| ID                       | Identifikator |
| Standort:                | Es ist die Gemeinde und falls vorhanden die Adresse angegeben. Darunter sind die Katastralgemeinde (KG) und die Grundstücksnummer angeführt. Durch Aufruf des Links Standort wird die Lage des Denkmals in verschiedenen Kartenprojekten angezeigt. |
| Beschreibung             | Kurze Beschreibung des Naturdenkmals |
| Fläche                   | Fläche des Naturdenkmals in Hektar (ha) |
| Datum                    | Datum oder Jahr der Unterschutzstellung |
| Weitere Bilder vorhanden | Das Symbol bedeutet, dass weitere Fotos des Objekts verfügbar sind. Durch Klicken des Symbols werden sie angezeigt. |
| Eigenes Foto hochladen   | Durch Klicken des Symbols können weitere Fotos des Objekts in das Medienarchiv Wikimedia Commons hochgeladen werden. |